# El verano de Kikujiro
El verano de Kikujiro (菊次郎の夏 - Kikujiro no Natsu) es una película japonesa de drama y comedia dirigida, interpretada, editada y escrita por Takeshi Kitano. Considerada una de las obras más conocidas de su autor se estrenó en Japón en 1999. Fue una película innovadora en la filmografía de Kitano ya que, a diferencia de obras anteriores, esta película muestra un mundo mágico donde los protagonistas son un niño y un antiguo miembro de la yakuza.
La cinta obtuvo 4 nominaciones entre los que destacan la Palma de Oro del Festival de Cannes. Se alzó con 4 galardones entre los que destacan los conseguidos en los premios de la Academia Japonesa de Cine, por la banda sonora de Joe Hisaishi y por la actriz de reparto Kayoko Kishimoto, y el premio Fipresci de la Seminci de Valladolid.

## Sinopsis
La película se centra en Japón en una familia desfragmentada. Masao es un niño de 9 años que vive con su abuela, la cual trabaja y no le puede prestar el tiempo necesario que un niño de su edad requiere. Al llegar el verano Masao se siente solo porque todos sus amigos se van de vacaciones y también terminan las actividades extraescolares. Por ello decide ir en busca de su madre quien lo abandonó alegando que iría a encontrar trabajo. Es entonces cuando se encuentra con un matrimonio de antiguos vecinos de su abuela. Los vecinos hablan con ella y le dicen que se ocuparán ellos del niño durante unas semanas. Es en ese instante cuando empieza el viaje de Masao, junto al marido del matrimonio en cuestión, un antiguo integrante de la yakuza.

## Reparto
- Takeshi Kitano (acreditado como Beat Takeshi) - Kikujiro
- Yusuke Sekiguchi - Masao
- Kayoko Kishimoto - Esposa de Kikujiro
- El Gran Gidayû (acreditado como Gurêto Gidayû) - Ciclista
- Yûko Daike - Madre de Masao
- Kazuko Yoshiyuki - Abuela de Masao
- Fumie Hosokawa - Malabarista
- Nezumi Imamura - An-chan
- Beat Kiyoshi (acreditado como Bîto Kiyoshi) - Hombre en la parada de autobús
- Daigaki Sekine - Jefe Yakuza
- Kenta Arai - Amigo de Masao

## Banda sonora
La banda sonora de este film compuesta íntegramente por Joe Hisaishi se publicó por el sello Polydor.

### Listado de canciones
1. «Summer» – 6:23
2. «Going Out» – 1:17
3. «Mad Summer» – 2:54
4. «Night Mare» – 1:49
5. «Kindness» – 1:57
6. «The Rain» – 5:37
7. «Real Eyes» – 3:14
8. «Angel Bell» – 3:11
9. «Two Hearts» – 1:59
10. «Mother» – 2:11
11. «River Side» – 6:12
12. «Summer Road» – 3:08

## Recepción
La película obtiene buenos comentarios en los portales de información cinematográfica. En IMDb con 20.297 puntuaciones de los usuarios del portal registra una puntuación de 7,7 sobre 10. En FilmAffinity con 13.751 votos obtiene una valoración de 7,4 sobre 10. En Rotten Tomatoes obtiene la calificación de "fresco" para el 61% de las 51 críticas profesionales y para el 92% de las más de 5.000 valoraciones de los usuarios del agregador.
Daniel Andreas en FilmAffinity destaca "visualicen la historia de Marco como una 'road movie' en autostop protagonizada por el Piraña japonés y por un tipo con cara de pizza congelada y los modales de La Masa; súmenle unos planos eternos, un humor de cine mudo (magistral la secuencia de la piscina) y una músiquilla escrita por el becario de Michael Nyman, y tendrán esta película. Tan extraña como entrañable, aunque no sepamos por qué. Qué raro es el cine". Carlos Boyero para el diario El Mundo la califica "de inmensa ternura y comicidad. Poética, graciosa(...) muy buena". Oti Rodríguez Marchante para la revista Cinemanía destaca de Kitano que "nos muesta su cine al trasluz de sí mismo, de su cámara escueta y elocuente y de su sentido del humor filtrado de irónica amargura y rara poesía. Muy buena". Ángel Fernández Santos en el diario El País resume "Otra pequeña maravilla, nueva hermosura; Kitano vuelve a ofrecer otra filme sorprendente; nos vuelve a abrir su imaginación y lo que vemos vuelve a carecer de precedentes".
El crítico Roger Ebert le otorga un 2,5 sobre 4 destacando "Me gusta el director y su estilo, pero el material es superior a él. Es difícil reir cuando sientes pena constantemente por el niño. Después de todo, parece que él no forma parte del chiste". Bob Graham en SFGate sintetiza que "este drama cómico es tan original como antisentimental, pero te romperá el corazón igualmente". Tony Rains en TimeOut le concede un 5 de 5 indicando "filmada y editada siguiendo el distintivo estilo de Kitano, la película es muy espontánea. Los elementos de comedia nos ofrecen las dos personalidad del director (...) más cerca que nunca".